# Arcidiocesi di Rew-Ardashir
L'arcidiocesi di Rew-Ardashir è una sede soppressa della Chiesa d'Oriente, attestata dal V al XII secolo, e una sede titolare della Chiesa cattolica.

## Storia
Rew-Ardashir, corrispondente all'odierna città portuale di Bushehr in Iran, è un'antica sede metropolitana della Chiesa d'Oriente, comunemente chiamata Chiesa nestoriana, che estendeva la sua giurisdizione ecclesiastica sull'intera provincia di Fars, conosciuta all'epoca in siriaco con il nome di Beth Parsaye, la "provincia dei Persiani", e nota nelle fonti letterarie con il nome di "Perside".
L'esistenza di vescovi della Persia, ossia della provincia di Fars, è documentata per la prima volta negli atti del concilio di Seleucia-Ctesifonte del 410, al quale i vescovi non presero parte perché troppo lontani per parteciparvi; è probabile che tra questi ci fosse anche il vescovo di Rew-Ardashir. Secondo Abdisho bar Berika, canonista e vescovo nestoriano morto nel 1318, Rew-Ardashir fu elevata al rango di sede metropolitana dal catholicos Yahballaha I (415-420). Secondo gli storici nestoriani Mari, ʿAmr e Sliba, prima di essere eletto metropolita di Seleucia-Ctesifonte e catholicos della Chiesa d'Oriente nel 420, Mana era vescovo di Rew-Ardashir. Dal punto di vista storico, il primo vescovo documentato è Yazdad, che prese parte al concilio di Markabta convocato dal catholicos Dadishoʿ nel 424. Segue il vescovo Mari, che fu corrispondente di Iba di Edessa attorno alla metà del V secolo. Importante è la figura di Mana II; membro della scuola di Edessa, aveva tradotto una parte delle opere di Teodoro di Mopsuestia; alla morte di Iba (457), era stato espulso da Edessa assieme a tutti i nestoriani della città; divenuto vescovo di Rew-Ardashir, nel 486 partecipò al concilio indetto dal patriarca mar Acacio.
Era consuetudine nella Chiesa d'Oriente che fossero i metropoliti delle "province interne", ossia della Mesopotamia e della Persia occidentale, ad eleggere il catholicos e patriarca, la cui sede propria era quella di Seleucia-Ctesifonte, capitale sasanide. Nel concilio del 554 indetto dal patriarca Giuseppe questa prerogativa fu estesa anche ai metropoliti di Merv e di Rew-Ardashir. Quest'ultimo occupava il sesto rango tra i metropoliti della Chiesa, il primo tra quelli delle "province esterne", ed aveva il titolo di "metropolita della Persia e delle isole marittime", ossia le isole del Golfo Persico. All'epoca del patriarca Timoteo I (780-ca.823) fu ristabilito il vecchio regolamento nell'elezione patriarcale.
Nel corso del VI e del VII secolo la Chiesa di Rew-Ardashir e quelle del Beth Parsaye manifestarono sempre più frequentemente la loro insofferenza riguardo alla dipendenza dai patriarchi di Seleucia-Ctesifonte. Un primo segnale di quello che sarà in seguito un vero e proprio scisma all'interno della Chiesa persiana fu la presenza di due metropoliti concorrenti nel corso della crisi che coinvolse la Chiesa persiana con i due patriarchi Elisha e Narsai (523-535); nel 544 il nuovo patriarca Aba I si recò personalmente nella Perside, depose Acacio e Ishoʿbokht I, e nominò un nuovo metropolita nella persona di Mana II.
Nel 585 il metropolita Gregorio e i vescovi della sua provincia non si presentarono al concilio nazionale indetto da Mar Ishoʿyahb I. Sembra che da questo momento, diversamente dalla prassi abituale, che prevedeva che il patriarca nominasse direttamente i metropoliti per le "province esterne", i metropoliti di Rew-Ardashir siano stati eletti dai vescovi suffraganei e dal clero del Beth Parsaye, cessando così di essere consacrati dal catholicos di Seleucia-Ctesifonte. Durante il suo pontificato (circa 649-660), il patriarca Mar Ishoʿyahb III insistette presso Simone di Rew-Ardashir perché ponesse fine allo scisma e inviò una delegazione, formata da vescovi Giorgio di Susterin e Teodoro di Hormizd Ardashir, per discutere la questione.
Dopo la conquista araba del Fars, la quasi autonomia della provincia è in un certo modo riconosciuta dal concilio indetto da Mar Gewargis I nel 676. I vescovi suffraganei poterono essere consacrati dal metropolita di Rew-Ardashir, al quale venne concesso il privilegio di portare il pastorale e le insegne episcopali proprie durante tutta la liturgia, come il patriarca, ed anche in sua presenza.
La provincia ecclesiastica di Rew-Ardashir era enorme. Comprendeva infatti non solo le comunità nestoriane del Fars, ma anche quelle sulla riva opposta del Golfo Persico, comprese le sue isole, fino a Socotra. Questa regione, nota in siriaco con il nome di Beth Qatraye, con il quale si designava anche una diocesi nestoriana, si autoproclamò indipendente nel corso del VII secolo e fino al IX secolo. Da Rew-Ardashir dipendevano anche le comunità cristiane dell'India, conosciuta in siriaco come Beth Hindwaye, come dimostrato dalle lettere scritte da Mar Ishoʿyahb III al metropolita Simone; secondo Abdisho bar Berika, fu durante il patriarcato di Mar Slibaʿzkha (714-728)  che il vescovo dell'India divenne metropolita.
Metropoliti di Rew-Ardashir sono attestati fino alla metà del XII secolo. Tra i vari nomi si può ricordare quello di Mari ibn Tuba, che nel 987 venne eletto patriarca della Chiesa d'Oriente. La sede è ancora menzionata nei componimenti poetici del patriarca Elia III (1176-1190). Dell'arcidiocesi e della cristianità nestoriana del Fars non si hanno in seguito più notizie.
Dal 1970 Rew-Ardashir è annoverata tra le sedi arcivescovili titolari della Chiesa cattolica con il titolo di Rew-Ardashir dei Caldei (in latino: Ravardascirensis); la sede è vacante dal 20 dicembre 1979.

## Cronotassi

### Metropoliti di credo niceno
- Mana I † (? - 420 eletto metropolita di Seleucia-Ctesifonte e patriarca della Chiesa d'Oriente)
- Yazdad I † (menzionato nel 424)
- Mari † (menzionato nel 450 circa)

### Metropoliti della Chiesa d'Oriente
- Mana II † (menzionato nel 486)
- Yazdad II † (menzionato nel 497)
- Isacco † (? - 544 deposto)
- Acacio † (? - 544 deposto)
- Ishoʿbokht I † (? - 544 deposto)
- Mana III † (544 - ?)
- Claudiano † (menzionato nel 554)
- Gregorio † (menzionato nel 585)
- Shemʿon I † (all'epoca del patriarca Ishoʿyahb III - 649 - 659)
- Shemʿon II † (all'inizio dell'VIII secolo)
- Ishoʿbokht I † (tra 773 e 780)
- Bawai † (fine dell'VIII secolo)
- Giovanni I ibn Naim † (menzionato nell'884)
- Gabriele † (prima del 961 - dopo il 963)
- Mari bar Tuba † (? - 987 eletto patriarca della Chiesa d'Oriente)
- Salomone † (987 - prima del 999 deceduto)
- Giovanni II † (prima del 999 - 26 ottobre 1001 consacrato patriarca della Chiesa d'Oriente)
- Giovanni III † (menzionato nel 1018)
- ʿAbdishoʿ † (menzionato nel 1139)

### Arcivescovi titolari
- Joseph Cheikho † (22 agosto 1970 - 20 dicembre 1979 deceduto)[15]